# Issei Yamamoto
Issei Yamamoto (山本 一清, Yamamoto Issei) (Shiga, 27 de mayo de 1889 [año 22 de la Era Meiji] - 16 de enero de 1959 [año 34 de la Era Shōwa]) fue un astrónomo y profesor japonés.

## Biografía
Issei Yamamoto se diplomó por la Universidad de Kioto, doctorándose con una tesis sobre observaciones de latitud. Enseñó astronomía en esta misma universidad de Kioto.
En 1920 fue nombrado el primer presidente de la Asociación Astronómica Oriental. También dirigió el Observatorio Kwasan de Kioto.

## Reconocimientos
- El cratér lunar Yamamoto lleva su nombre desde 1970 por decisión de la Unión Astronómica Internacional.[2]
- El asteroide (2249) Yamamoto también lleva su nombre.[3]